# Letter to Self
Letter to Self — дебютный студийный альбом ирландской рок-группы Sprints, изданный 5 января 2024 года на студии City Slang.
Альбом был спродюсирован Дэниелом Фоксом из ирландской группы Gilla Band и получил признание критиков.

## Отзывы
| Совокупная оценка    | Совокупная оценка |
| Источник             | Оценка            |
| -------------------- | ----------------- |
| AnyDecentMusic?      | 8.4/10            |
| Metacritic           | 87/100            |
| Оценки критиков      |                   |
| Источник             | Оценка            |
| Beats Per Minute     | 74%               |
| Clash                | 9/10              |
| DIY                  | [ 6 ]             |
| The Line of Best Fit | 8/10              |
| Loud and Quiet       | 8/10              |
| Mojo                 | [ 9 ]             |
| NME                  | [ 10 ]            |
| Uncut                | 8/10              |

Альбом получил положительные отзывы музыкальной критики и интернет-изданий. Letter to Self получил оценку 87 из 100 на агрегаторе рецензий Metacritic, основанную на 11 отзывах критиков, что свидетельствует о «всеобщем признании». Uncut' считает, что «дебют Sprints обеспечивает захватывающие живые выступления, с певицей, гитаристом и автором песен Карлой Чабб, обеспечивающей вязкую ярость, не в последнюю очередь на неистовом „Adore Adore Adore“, неслыханном со времён выпуска их лейблом альбома Pretty on the Inside» группы Hole. Mojo заявил, что «из разрастающейся стаи ирландских альт-гитаристов эти интенсивные бегуны могут пройти дистанцию». Джулия Мейсон из Clash написала, что «Sprints создали альбом жестоко честный и личный. Они не побоялись выразить чувство аутсайдера, поиск подтверждения, попытки преодолеть сомнения в себе».
Риши Шах из NME высказал мнение, что «при всей своей тяжёлой тематике, красота Letter to Self заключается в оптимизме, с которым он оставляет вас, шум хорошо и действительно заглушает боль, придавая сил», назвав его «динамичным альбомом, который отражает запутанный мир, в котором мы находимся». Бен Типпл из DIY описал его как «музыкальный экзорцизм в лучшем виде, сплотившийся против навязанных обществом сомнений и тревог и — в своём уникальном ужасе — нашедший желанные моменты внутреннего покоя». Рецензируя альбом для The Line of Best Fit, Джошуа Миллс назвал Letter to Self «пробивной, возмущённой коллекцией буйного гаражного рока, наполненной язвительностью, самоанализом и случайными вспышками света. Это мелодии с реальным весом и фантастической энергией, исполненные с интенсивностью и самоотдачей вокалистки Карлы Чабб». Джон Амен из Beats Per Minute заключил, что Letters to Self — это «опасное, но плодородное исследование экзистенциального диссонанса», причём Sprints «стремятся и часто достигают актуальности и видения, поразительно свойственных им самим».

## Список композиций
| №                   | Название                 | Длительность |
| ------------------- | ------------------------ | ------------ |
| 1.                  | «Ticking»                | 3:06         |
| 2.                  | «Heavy»                  | 3:27         |
| 3.                  | «Cathedral»              | 2:59         |
| 4.                  | «Shaking Their Hands»    | 3:42         |
| 5.                  | «Adore Adore Adore»      | 2:37         |
| 6.                  | «Shadow of a Doubt»      | 4:10         |
| 7.                  | «Can't Get Enough of It» | 4:19         |
| 8.                  | «Literary Mind»          | 4:32         |
| 9.                  | «A Wreck (A Mess)»       | 3:36         |
| 10.                 | «Up and Comer»           | 3:46         |
| 11.                 | «Letter to Self»         | 3:20         |
| Общая длительность: | Общая длительность:      | 39:00        |

## Чарты
| Чарт (2024)                                  | Высшая позиция |
| -------------------------------------------- | -------------- |
| Ирландия (Irish Albums Chart)                | 11             |
| Шотландия (Scottish Albums Chart)            | 4              |
| Великобритания (UK Albums Chart)             | 20             |
| Великобритания (UK Independent Albums Chart) | 2              |